# به رسمیت شناختن بین‌المللی اسرائیل

به رسمیت شناختن بین‌المللی اسرائیل به‌معنای شناخت دیپلماتیک کشور اسرائیل است. اسرائیل به‌طور رسمی توسط منشور استقلال اسرائیل در ۱۴ مه ۱۹۴۸ تأسیس شد و در ۱۱ مه ۱۹۴۹ به عنوان یک کشور عضو کامل در سازمان ملل متحد پذیرفته شد. از ژوئن ۲۰۲۴، از مجموع ۱۹۲ کشور، ۱۶۴ کشور عضو سازمان ملل (یا ۸۵٪)، کشور اسرائیل را به رسمیت می‌شناسند. حاکمیت اسرائیل توسط برخی کشورها که غالباً مسلمان هستند، مورد اختلاف است. ۲۸ کشور در جهان یا هرگز اسرائیل را به‌ رسمیت نشناخته‌اند یا به رسمیت شناختن خود را پس گرفته‌اند. برخی دیگر روابط دیپلماتیک خود را بدون لغو صریح به رسمیت شناختن خود قطع کرده‌اند.
به طور کلی، ۲۸ کشور عضو سازمان ملل، اسرائیل را به رسمیت نمی‌شناسند که شامل ۱۵ عضو اتحادیه عرب (الجزایر، کومور، جیبوتی، عراق، کویت، لبنان، لیبی، موریتانی، عمان، قطر، عربستان سعودی، سومالی، سوریه، تونس و یمن) و ۱۰ عضو غیر عرب سازمان همکاری اسلامی (افغانستان، بنگلادش، برونئی، اندونزی، ایران، مالزی، مالدیو، مالی، نیجر و پاکستان) و همچنین کوبا، کره شمالی و ونزوئلا هستند.
نخستین کشوری که اسرائیل را به‌صورت دفاکتو به رسمیت شناخت، ایالات متحده آمریکا در ۱۴ مه ۱۹۴۸، ۱۱ دقیقه بعد از اعلام استقلال اسرائیل بود اما اتحاد جماهیر شوروی، نخستین کشوری بود که اسرائیل را به‌طور رسمی و دوژور در ۱۷ مه ۱۹۴۸، سه روز بعد از اعلام استقلال آن به رسمیت شناخت.

## فهرست کشورها
|  | کشورهایی که هرگز به طور رسمی اسرائیل را به رسمیت نشناخته‌اند و در حالت جنگ با اسرائیل هستند                |
|  | کشورهایی که هرگز به طور رسمی اسرائیل را به رسمیت نشناختند                                                 |
|  | کشورهایی که به رسمیت شناختن، قطع یا تعلیق روابط با اسرائیل را پس گرفته‌اند و در حالت جنگ با اسرائیل هستند. |
|  | کشورهایی که به رسمیت شناختن، قطع یا تعلیق روابط با اسرائیل را پس گرفته‌اند                                 |
|  | کشورهایی که اسرائیل را به رسمیت می‌شناسند                                                                  |

### کشورهای عضو سازمان ملل
|     | کشور                   | تاریخ به‌رسمیت‌شناسی "دفاکتو"                      | تاریخ به‌رسمیت‌شناسی "دوژور"                                                                                   | توضیحات |  |
| --- | ---------------------- | ------------------------------------------------ | --- | --- |  |
| —   | افغانستان              | —                                                | — | گذرنامه اسرائیل را نمی‌پذیرد. |  |
| ۱   | آلبانی                 | —                                                | ۱۶ آوریل ۱۹۴۹                                                                                                | روابط دیپلماتیک در ۲۰ اوت ۱۹۹۱ برقرار شد. |  |
| —   | الجزایر                | —                                                | — | گذرنامه اسرائیل را نمی‌پذیرد. |  |
| ۲   | آندورا                 | —                                                | ۱۳ آوریل ۱۹۹۴                                                                                                | |  |
| ۳   | آنگولا                 | —                                                | ۱۶ آوریل ۱۹۹۲                                                                                                | تاریخ برقراری روابط دیپلماتیک |  |
| ۴   | آنتیگوآ و باربودا      | —                                                | ۲۲ ژوئن ۱۹۸۳                                                                                                 | تاریخ برقراری روابط دیپلماتیک |  |
| ۵   | آرژانتین               | —                                                | ۱۴ فوریه ۱۹۴۹                                                                                                | |  |
| ۶   | ارمنستان               | —                                                | ۴ آوریل ۱۹۹۲                                                                                                 | تاریخ برقراری روابط دیپلماتیک |  |
| ۷   | استرالیا               | —                                                | ۲۹ ژانویه ۱۹۴۹                                                                                               | |  |
| ۸   | اتریش                  | ۱۵ مارس ۱۹۴۹                                     | ۸ مه ۱۹۵۶ | تاریخ برقراری روابط دیپلماتیک قبل از آن، دو کشور از سال ۱۹۵۰ روابط کنسولی خود را حفظ کرده بودند. سفارت‌ها در سال ۱۹۵۹ به وضعیت سفارت ارتقا یافتند. |  |
| ۹   | جمهوری آذربایجان       | —                                                | ۷ آوریل ۱۹۹۲                                                                                                 | تاریخ برقراری روابط دیپلماتیک |  |
| ۱۰  | باهاما                 | [ چه زمانی؟ ]                                    | [ چه زمانی؟ ]                                                                                                | |  |
| ۱۱  | بحرین                  | ۱۱ سپتامبر ۲۰۲۰                                  | ۱۵ سپتامبر ۲۰۲۰                                                                                              | در ۱۵ سپتامبر ۲۰۲۰، یک توافقنامه برای عادی سازی روابط امضا شد. |  |
| —   | بنگلادش                | —                                                | — | پاسپورت اسرائیل را نمی‌پذیرد و گذرنامه‌های بنگلادشی معتبر نیستند. برای سفر به اسرائیل. |  |
| ۱۲  | باربادوس               | —                                                | ۲۹ اوت ۱۹۶۷                                                                                                  | تاریخ برقراری روابط دیپلماتیک |  |
| ۱۳  | بلاروس                 | ۱۱ مه ۱۹۴۹                                       | ۲۶ مه ۱۹۹۲                                                                                                   | تاریخ برقراری روابط دیپلماتیک |  |
| ۱۴  | بلژیک                  | —                                                | ۱۵ ژانویه ۱۹۵۰                                                                                               | |  |
| ۱۵  | بلیز                   | —                                                | ۶ سپتامبر ۱۹۸۴                                                                                               | تاریخ برقراری روابط دیپلماتیک روابط در سال ۲۰۲۳ در جریان جنگ اسرائیل و حماس قطع شد. |  |
| ۱۶  | بنین                   | —                                                | ۵ دسامبر ۱۹۶۱                                                                                                | تاریخ برقراری روابط دیپلماتیک روابط در اکتبر ۱۹۷۳ قطع شد و در ژوئیه ۱۹۹۲ از سر گرفته شد. |  |
| ۱۸  | بولیوی                 | ۲۲ فوریه ۱۹۴۹                                    | ۲۴ فوریه ۱۹۴۹                                                                                                | روابط در ژانویه ۲۰۰۹ قطع شد، و در نوامبر ۲۰۱۹ بازیابی شد. روابطی که در سال ۲۰۲۳ در جریان جنگ اسرائیل و حماس قطع شد. |  |
| ۱۹  | بوسنی و هرزگوین        | —                                                | ۲۶ سپتامبر ۱۹۹۷                                                                                              | |  |
| ۲۱  | برزیل                  | —                                                | ۷ فوریه ۱۹۴۹                                                                                                 | |  |
| —   | برونئی                 | —                                                | — | پاسپورت اسرائیل را نمی‌پذیرد و پاسپورت برونئی برای سفر به اسرائیل معتبر نیست |  |
| ۲۲  | بلغارستان              | —                                                | ۴ دسامبر ۱۹۴۸                                                                                                | روابط در ۱۰ ژوئن ۱۹۶۷ قطع شد و در ۳ مه ۱۹۹۰ بازسازی شد. |  |
| ۲۳  | بورکینافاسو            | —                                                | ۵ ژوئیه ۱۹۶۱                                                                                                 | در ۱۹۷۳ روابط قطع و در سال ۱۹۹۳ از سرگرفته شد. |  |
| ۲۴  | بوروندی                | [ چه زمانی؟ ]                                    | [ چه زمانی؟ ]                                                                                                | روابط در مه ۱۹۷۳ قطع شد، و در مارس ۱۹۹۵ بازسازی شد. |  |
| ۲۵  | کامبوج                 | —                                                | ۳۰ اوت ۱۹۶۰                                                                                                  | تاریخ برقراری روابط دیپلماتیک کامبوج روابط خود را در سال ۱۹۷۵ قطع کرد. آنها در ۵ اکتبر ۱۹۹۳ بازسازی شدند. |  |
| ۲۶  | کامرون                 | —                                                | ۱۵ سپتامبر ۱۹۶۰                                                                                              | تاریخ برقراری روابط دیپلماتیک روابط در اکتبر ۱۹۷۳ قطع شد و در اوت ۱۹۸۶ بازسازی شد. |  |
| ۲۸  | کیپ ورد                | —                                                | ۱۷ ژوئیه ۱۹۹۴                                                                                                | تاریخ برقراری روابط دیپلماتیک |  |
| ۲۹  | جمهوری آفریقای مرکزی   | [ چه زمانی؟ ]                                    | [ چه زمانی؟ ]                                                                                                | روابط در اکتبر ۱۹۷۳ قطع شد، در ژانویه ۱۹۹۱ از سر گرفته شد. |  |
| ۳۰  | چاد                    | —                                                | ۱۰ ژانویه ۱۹۶۱                                                                                               | publisher=Department of Political Science, East African Literature Bureau\|page=12}}</ref> در سال ۲۰۰۵، گزارش‌هایی مبنی بر قصد متقابل برای تجدید روابط دیپلماتیک ظاهر شد. روابط در ۲۰ ژانویه ۲۰۱۹ بازیابی شدند. |  |
| ۳۱  | شیلی                   | —                                                | ۱۱ مه ۱۹۴۹                                                                                                   | |  |
| ۳۲  | چین                    | —                                                | ۲۴ ژانویه ۱۹۹۲                                                                                               | جمهوری چین در ۱ مارس ۱۹۴۹ اسرائیل را "قانونی" به رسمیت شناخت. این دو کشور تا زمان به رسمیت شناختن جمهوری خلق چین توسط اسرائیل در ۸ ژانویه روابط دیپلماتیک خود را حفظ کردند. ۱۹۵۰. با این حال، جمهوری خلق چین تا زمان برقراری روابط دیپلماتیک نهایی در سال ۱۹۹۲، رسماً متقابل نکرد. publisher=Psychology Press\|pages=۵۴–۶۲\|isbn=978-0-7146-5576-5}}</ref> |  |
| ۳۳  | کلمبیا                 | —                                                | ۱ فوریه ۱۹۴۹                                                                                                 | در ۲ مه ۲۰۲۴، رئیس‌جمهور گوستاوو پترو اعلام کرد کلمبیا روابط دیپلماتیک خود را با اسرائیل قطع خواهد کرد و محاصره غزه توسط اسرائیل را «نسل‌کشی» توصیف کرد. |  |
| —   | کومور                  | —                                                | — | |  |
| ۳۴  | کاستاریکا              | —                                                | ۱۹ ژوئن ۱۹۴۸                                                                                                 | |  |
| ۳۵  | کرواسی                 | —                                                | ۴ سپتامبر ۱۹۹۷                                                                                               | تاریخ برقراری روابط دیپلماتیک |  |
| —   | الگو:مکعب              | ۱۴ ژانویه ۱۹۴۹                                   | ۱۸ آوریل ۱۹۴۹                                                                                                | کوبا روابط خود را در سپتامبر ۱۹۷۳ قطع کرد، و آخرین دولت آن را به رسمیت نمی‌شناسد. |  |
| ۳۶  | قبرس                   | —                                                | ۲۱ ژانویه ۱۹۶۱                                                                                               | تاریخ برقراری روابط دیپلماتیک. آنها در ۱۷ اوت ۱۹۶۰ توافق شده بودند، اما برقراری نهایی به دلیل فشار کشورهای عربی به تعویق افتاد. |  |
| ۳۷  | جمهوری چک              | —                                                | ۱۸ مه ۱۹۴۸                                                                                                   | شناسایی تحت چکسلواکی تمدید شد. روابط تحت چکسلواکی بین ژوئن ۱۹۶۷ و فوریه ۱۹۹۰ قطع شد. روابط دیپلماتیک با جمهوری چک در ۱ ژانویه ۱۹۹۳ برقرار شد. |  |
| ۳۸  | جمهوری دموکراتیک کنگو  | —                                                | ۲۶ ژوئن ۱۹۶۰                                                                                                 | تاریخ برقراری روابط دیپلماتیک روابط در ۴ اکتبر ۱۹۷۳ قطع شد و در ۱۳ مه ۱۹۸۲ بازسازی شد. |  |
| ۳۹  | دانمارک                | ۲ فوریه ۱۹۴۹                                     | ۱۲ ژوئیه ۱۹۵۰                                                                                                | |  |
| —   | جیبوتی                 | —                                                | — | |  |
| ۴۰  | دومینیکا               | —                                                | ژانویه ۱۹۷۸                                                                                                  | تاریخ برقراری روابط دیپلماتیک |  |
| ۴۱  | جمهوری دومینیکن        | —                                                | ۲۹ دسامبر ۱۹۴۸                                                                                               | |  |
| ۴۲  | تیمور شرقی             | —                                                | ۲۹ اوت ۲۰۰۲                                                                                                  | |  |
| ۴۳  | اکوادور                | —                                                | ۲ فوریه ۱۹۴۹                                                                                                 | |  |
| ۴۴  | مصر                    | ۱۹ نوامبر ۱۹۷۷ \| align="center" \| ۲۶ مارس ۱۹۷۹ | امضاء کننده قطعنامه خارطوم. بعدها با پیمان صلح مصر-اسرائیل اولین کشور عربی بود که اسرائیل را به رسمیت شناخت. | |  |
| ۴۵  | السالوادور             | —                                                | ۱۱ سپتامبر ۱۹۴۸                                                                                              | |  |
| ۴۶  | گینه استوایی           | [ چه زمانی؟ ]                                    | [ چه زمانی؟ ]                                                                                                | |  |
| ۴۷  | اریتره                 | —                                                | ۶ مه ۱۹۹۳ | تاریخ برقراری روابط دیپلماتیک |  |
| ۴۸  | استونی                 | —                                                | ۹ ژانویه ۱۹۹۲                                                                                                | تاریخ برقراری روابط دیپلماتیک |  |
| ۴۹  | اسواتینی               | —                                                | سپتامبر ۱۹۶۸                                                                                                 | |  |
| ۵۰  | اتیوپی                 | —                                                | ۲۴ اکتبر ۱۹۶۱                                                                                                | قبل از به رسمیت شناختن قانونی، اتیوپی از سال ۱۹۵۶ روابط کنسولی خود را با اسرائیل حفظ کرد. روابط در اکتبر ۱۹۷۳ قطع شد، و در نوامبر ۱۹۸۹ از سر گرفته شد. |  |
| ۵۱  | ایالات فدرال میکرونزی  | —                                                | ۲۳ نوامبر ۱۹۸۸                                                                                               | تاریخ برقراری روابط دیپلماتیک |  |
| ۵۲  | فیجی                   | —                                                | اوت ۱۹۷۰ | تاریخ برقراری روابط دیپلماتیک |  |
| ۵۳  | فنلاند                 | ۱۱ ژوئن ۱۹۴۸                                     | ۱۸ مارس ۱۹۴۹                                                                                                 | |  |
| ۵۴  | فرانسه                 | —                                                | ۲۴ ژانویه ۱۹۴۹                                                                                               | |  |
| ۵۵  | گابن                   | —                                                | ۲۹ سپتامبر ۱۹۹۳                                                                                              | روابط در اکتبر ۱۹۷۳ قطع شد، و در سپتامبر ۱۹۹۳ از سر گرفته شد. |  |
| ۵۶  | گامبیا                 | —                                                | [ چه زمانی؟ ]                                                                                                | روابط در اکتبر ۱۹۷۳ قطع شد، و در سپتامبر ۱۹۹۲ از سر گرفته شد. |  |
| ۵۷  | گرجستان                | —                                                | ۱ ژوئن ۱۹۹۲                                                                                                  | تاریخ برقراری روابط دیپلماتیک |  |
| ۵۸  | آلمان                  | ۱۰ سپتامبر ۱۹۵۲ (آلمان غربی قبل از۳ اکتبر 1990)  | ۱۲ مه ۱۹۶۵                                                                                                   | تاریخ برقراری روابط دیپلماتیک پیش از این، آلمان قرارداد غرامت را با اسرائیل امضا کرده بود. آلمان شرقی هرگز روابط دیپلماتیک با اسرائیل در طول عمر خود نداشت. |  |
| ۵۹  | غنا                    | —                                                | [ چه زمانی؟ ]                                                                                                | روابط در اکتبر ۱۹۷۳ قطع شد، و در اوت ۱۹۹۴ از سر گرفته شد. |  |
| ۶۰  | یونان                  | ۱۵ مارس ۱۹۴۹                                     | ۲۱ مه ۱۹۹۰                                                                                                   | تاریخ برقراری روابط دیپلماتیک |  |
| ۶۱  | گرنادا                 | —                                                | ژانویه ۱۹۷۵                                                                                                  | تاریخ برقراری روابط دیپلماتیک |  |
| ۶۲  | گواتمالا               | —                                                | ۱۹ مه ۱۹۴۸                                                                                                   | |  |
| ۶۳  | گینه                   | —                                                | [ چه زمانی؟ ]                                                                                                | |  |
| ۶۴  | گینه بیسائو            | —                                                | مارس ۱۹۹۴ | تاریخ برقراری روابط دیپلماتیک |  |
| ۶۵  | گویان                  | —                                                | [ چه زمانی؟ ]                                                                                                | روابط خود را در مارس ۱۹۷۴ قطع کرد و در مارس ۱۹۹۲ بازسازی شد. |  |
| ۶۶  | هائیتی                 | ۲۶ فوریه ۱۹۴۹                                    | ژانویه ۱۹۵۰                                                                                                  | تاریخ برقراری روابط دیپلماتیک |  |
| ۶۷  | هندوراس                | ۱۱ سپتامبر ۱۹۴۸                                  | ۸ نوامبر ۱۹۴۸                                                                                                | |  |
| ۶۸  | مجارستان               | ۲۴ مه ۱۹۴۸                                       | ۱ ژوئن ۱۹۴۸                                                                                                  | روابط در سال ۱۹۶۷ قطع شد و در ۱۹ سپتامبر ۱۹۸۹ بازسازی شد. |  |
| ۶۹  | ایسلند                 | ۱۱ فوریه ۱۹۴۹                                    | [ چه زمانی؟ ]                                                                                                | |  |
| ۷۰  | هند                    | —                                                | ۱۷ سپتامبر ۱۹۵۰                                                                                              | |  |
| —   | اندونزی                | —                                                | — | می‌توانید فقط با دعوت از اداره مهاجرت اندونزی به اندونزی سفر کنید. فقط می‌توان از طریق فرودگاه‌های Denpasar، جاکارتا و سورابایا وارد اندونزی شد. |  |
| —   | ایران                  | ۶ مارس ۱۹۵۰                                      | — | رای مخالف طرح تقسیم سازمان ملل و رای مخالف به عضویت اسرائیل در سازمان ملل. دولت ایران علیرغم به رسمیت شناختن عملی اسرائیل از به رسمیت شناختن de jure خودداری کرد. روابط در ۱۸ فوریه ۱۹۷۹ قطع شد. پاسپورت اسرائیلی، و دارندگان ایرانی را نمی‌پذیرد. گذرنامه‌ها «حق سفر به فلسطین اشغالی را ندارند»                                                           |  |
| —   | عراق                   | —                                                | — | گذرنامه‌های اسرائیلی را نمی‌پذیرد، به جز برای کردستان عراق که برای مسافران بدون نامه امضا شده و مهر شده صادر شده توسط وزارت کشور دولت اقلیم کردستان در صورت ورود به اربیل (EBL) و سلیمانیه، ویزا لازم است. ISU). پاسپورت‌های عراقی برای سفر به اسرائیل معتبر نیستند.                                                                                         |  |
| ۷۱  | جمهوری ایرلند          | ۱۲ فوریه ۱۹۴۹                                    | مه ۱۹۶۳ | |  |
| ۷۲  | ایتالیا                | ۸ فوریه ۱۹۴۹                                     | ۱۹ ژانویه ۱۹۵۰                                                                                               | |  |
| ۷۳  | ساحل عاج               | ۱۵ فوریه ۱۹۶۱                                    | ۲۴ مه ۱۹۶۱                                                                                                   | تاریخ برقراری روابط دیپلماتیک قبل از این تاریخ، از ۱۵ فوریه ۱۹۶۱ روابط تجاری خود را حفظ کرده بود. روابط در نوامبر ۱۹۷۳ قطع شد و در فوریه ۱۹۸۶ از سر گرفته شد. |  |
| ۷۴  | جامائیکا               | ژانویه ۱۹۶۲                                      | — | |  |
| ۷۵  | ژاپن                   | —                                                | ۱۵ مه ۱۹۵۲                                                                                                   | |  |
| ۷۶  | اردن                   | —                                                | ۲۶ اکتبر ۱۹۹۴                                                                                                | امضاکننده قطعنامه خارطوم. اسرائیل را در پیمان صلح اسرائیل و اردن به رسمیت شناخت. |  |
| ۷۷  | قزاقستان               | —                                                | ۱۰ آوریل ۱۹۹۲                                                                                                | تاریخ برقراری روابط دیپلماتیک |  |
| ۷۸  | کنیا                   | —                                                | دسامبر ۱۹۶۳                                                                                                  | قطع رابطه در نوامبر ۱۹۷۳، در دسامبر ۱۹۸۸ از سر گرفته شد. |  |
| ۷۹  | کیریباتی               | —                                                | ۲۱ مه ۱۹۸۴                                                                                                   | تاریخ برقراری روابط دیپلماتیک |  |
| —   | کویت                   | —                                                | — | پاسپورت اسرائیل را نمی‌پذیرد. |  |
| ۸۰  | قرقیزستان              | —                                                | مارس ۱۹۹۲ | |  |
| ۸۱  | لائوس                  | —                                                | فوریه ۱۹۵۷                                                                                                   | تاریخ برقراری روابط دیپلماتیک لائوس روابط خود را در سال ۱۹۷۳ قطع کرد و در ۶ دسامبر ۱۹۹۳ آنها را بازگرداند. |  |
| ۸۲  | لتونی                  | —                                                | ۶ ژانویه ۱۹۹۲                                                                                                | تاریخ برقراری روابط دیپلماتیک |  |
| —   | لبنان                  | —                                                | — | پاسپورت اسرائیل را قبول نمی‌کند. دارندگان پاسپورت‌های حاوی هر گونه ویزا یا مهر اسرائیل از ورود خودداری می‌کنند. |  |
| ۸۳  | لسوتو                  | —                                                | [ چه زمانی؟ ]                                                                                                | |  |
| ۸۴  | لیبریا                 | ۱۱ فوریه ۱۹۴۹                                    | [ چه زمانی؟ ]                                                                                                | روابط در نوامبر ۱۹۷۳ قطع شد و در اوت ۱۹۸۳ از سر گرفته شد. |  |
| —   | لیبی                   | —                                                | — | پاسپورت اسرائیل را نمی‌پذیرد. |  |
| ۸۶  | لیتوانی                | —                                                | ۸ ژانویه ۱۹۹۲                                                                                                | تاریخ برقراری روابط دیپلماتیک |  |
| ۸۷  | لوکزامبورگ             | ۱۱ مه ۱۹۴۹                                       | ۱۶ ژانویه ۱۹۵۰                                                                                               | |  |
| ۸۸  | ماداگاسکار             | —                                                | [ چه زمانی؟ ]                                                                                                | روابط در اکتبر ۱۹۷۳، قطع شد و در ژانویه ۱۹۹۴ از سر گرفته شد. |  |
| ۸۹  | مالاوی                 | —                                                | ژوئیه ۱۹۶۴                                                                                                   | تاریخ برقراری روابط دیپلماتیک |  |
| —   | مالزی                  | —                                                | — | دارندگان پاسپورت اسرائیلی را بدون اجازه کتبی از دولت نمی‌پذیرد. پاسپورت مالزی برای سفر به اسرائیل بدون اجازه دولت معتبر نیست. |  |
| —   | مالدیو                 | —                                                | ۲۹ اکتبر ۱۹۶۵                                                                                                | روابط دیپلماتیک در سال ۱۹۷۴ به حالت تعلیق درآمد. موافقت نامه‌های همکاری در سال ۲۰۰۹ به روابط دیپلماتیک کامل تبدیل نشد و در سال ۲۰۱۴ فسخ شدند. |  |
| —   | مالی                   | —                                                | [ چه زمانی؟ ]                                                                                                | روابط دیپلماتیک در ۵ ژانویه ۱۹۷۳ قطع شد. |  |
| ۹۰  | مالت                   | ژانویه ۱۹۶۵                                      | دسامبر ۱۹۶۵                                                                                                  | تاریخ برقراری روابط دیپلماتیک |  |
| ۹۱  | جزایر مارشال           | —                                                | ۱۶ سپتامبر ۱۹۸۷                                                                                              | |  |
| —   | موریتانی               | —                                                | ۲۸ اکتبر ۱۹۹۹                                                                                                | روابط دیپلماتیک در ۶ مارس ۲۰۰۹ تعلیق شد، در ۲۱ مارس ۲۰۱۰ قطع شد |  |
| ۹۲  | موریس                  | —                                                | [ چه زمانی؟ ]                                                                                                | روابط دیپلماتیک در ژوئیه ۱۹۷۶ قطع شد و در سپتامبر ۱۹۹۳ احیا شد. |  |
| ۹۳  | مکزیک                  | ۱۱ مه ۱۹۴۹                                       | ۴ آوریل ۱۹۵۲                                                                                                 | — |  |
| ۹۵  | موناکو                 | —                                                | ژانویه ۱۹۶۴                                                                                                  | |  |
| ۹۶  | مغولستان               | —                                                | ۲ اکتبر ۱۹۹۱                                                                                                 | |  |
| ۹۷  | مونته‌نگرو              | —                                                | ۱۲ ژوئیه ۲۰۰۶                                                                                                | |  |
| ۹۸  | مراکش                  | ۱ سپتامبر ۱۹۹۴                                   | ۱۰ دسامبر ۲۰۲۰                                                                                               | تعطیلی دفتر اسرائیل و تعلیق روابط در اکتبر 2000. در ۱۰ دسامبر ۲۰۲۰، توافقی برای عادی سازی روابط اعلام شد. |  |
| ۹۹  | موزامبیک               | —                                                | ۲۳ ژوئیه ۱۹۹۳                                                                                                | |  |
| ۱۰۰ | میانمار                | —                                                | ۱۳ ژوئیه ۱۹۵۳                                                                                                | تاریخ برقراری روابط کامل دیپلماتیک |  |
| ۱۰۱ | نامیبیا                | —                                                | ۱۱ فوریه ۱۹۹۴                                                                                                | |  |
| ۱۰۲ | نائورو                 | —                                                | دسامبر ۱۹۹۴                                                                                                  | |  |
| ۱۰۳ | نپال                   | —                                                | ۱ ژوئن ۱۹۶۰                                                                                                  | تاریخ برقراری روابط دیپلماتیک اولین کشور جنوب آسیا که با اسرائیل روابط دیپلماتیک برقرار کرد. |  |
| ۱۰۴ | هلند                   | ۱۱ مه ۱۹۴۹                                       | ۱۶ ژانویه ۱۹۵۰                                                                                               | |  |
| ۱۰۵ | نیوزیلند               | ۲۹ ژانویه ۱۹۴۹                                   | ۲۸ ژوئیه ۱۹۵۰                                                                                                | |  |
| ۱۰۶ | نیکاراگوئه             | —                                                | ۱۸ مه ۱۹۴۸                                                                                                   | روابط دیپلماتیک ژوئن 2010 به حالت تعلیق درآمد و در مارس 2017 بازسازی شد. |  |
| —   | نیجر                   | —                                                | — | روابط در 4 ژانویه 1973 قطع شد. |  |
| ۱۰۷ | نیجریه                 | ۱۹۶۰                                             | الگو:وقتی | روابط قطع شده در اکتبر 1973، در مه 1992 از سر گرفته شد. |  |
| —   | کره شمالی              | —                                                | — | |  |
| ۱۰۸ | مقدونیه شمالی          | —                                                | ۷ دسامبر ۱۹۹۵                                                                                                | تاریخ برقراری روابط دیپلماتیک |  |
| ۱۰۹ | نروژ                   | [ چه زمانی؟ ]                                    | ۴ فوریه ۱۹۴۹                                                                                                 | تاریخی که نروژ اسرائیل را به رسمیت شناخت |  |
| —   | عمان                   | ژانویه ۱۹۹۶                                      | — | درجه ای از روابط ایجاد شده در ژانویه 1996. دفتر اسرائیل بسته شد و روابط در اکتبر 2000 به حالت تعلیق درآمد. پاسپورت‌های اسرائیلی را فقط برای ترانزیت می‌پذیرد، برای پذیرش نمی‌پذیرد. |  |
| —   | پاکستان                | —                                                | — | پاسپورت اسرائیل را نمی‌پذیرد و پاسپورت پاکستانی برای سفر به اسرائیل معتبر نیست. |  |
| ۱۱۰ | پالائو                 | —                                                | ۲ اکتبر ۱۹۹۴                                                                                                 | |  |
| ۱۱۱ | پاناما                 | —                                                | ۱۹ ژوئن ۱۹۴۸                                                                                                 | |  |
| ۱۱۲ | پاپوآ گینه نو          | —                                                | 1978 | |  |
| ۱۱۳ | پاراگوئه               | ۶ سپتامبر ۱۹۴۸                                   | ۷ سپتامبر ۱۹۴۸                                                                                               | |  |
| ۱۱۴ | پرو                    | —                                                | ۹ فوریه ۱۹۴۹                                                                                                 | |  |
| ۱۱۵ | فیلیپین                | ۱۱ مه ۱۹۴۹                                       | ۱۳ مه ۱۹۵۷                                                                                                   | |  |
| ۱۱۶ | لهستان                 | —                                                | ۱۸ مه ۱۹۴۸                                                                                                   | روابط در سال 1967 قطع شد و در فوریه 1990 بازسازی شد. |  |
| ۱۱۷ | پرتغال                 | ۱۲ مه ۱۹۷۷                                       | [ چه زمانی؟ ]                                                                                                | |  |
| —   | قطر                    | آوریل ۱۹۹۶                                       | — | در آوریل 1996، قطر و اسرائیل برای تبادل نمایندگی تجاری به توافق رسیدنددفاتر یون. دفاتر تجاری در فوریه 2009 بسته شدند. گذرنامه‌های صادر شده توسط اسرائیل در قطر مجاز نیستند. تنها زمانی که اسرائیل اجازه داشت در طول جام جهانی فوتبال 2022 بود. |  |
| ۱۱۸ | جمهوری کنگو            | —                                                | ۹ نوامبر ۱۹۶۰                                                                                                | تاریخ برقراری روابط دیپلماتیک قطع روابط در 31 دسامبر 1972، از سرگیری در اوت 1991. |  |
| ۱۱۹ | رومانی                 | ۱۱ ژوئن ۱۹۴۸                                     | ۱۲ ژوئن ۱۹۴۸                                                                                                 | |  |
| ۱۲۰ | روسیه                  | —                                                | ۱۷ مه ۱۹۴۸                                                                                                   | به رسمیت شناختن به عنوان اتحاد شوروی تمدید شد. روابط قطع شده در سال 1967، در 19 اکتبر 1991 بازسازی شد. |  |
| ۱۲۱ | رواندا                 | —                                                | [ چه زمانی؟ ]                                                                                                | روابط در اکتبر 1973 قطع شد، و در اکتبر 1994 بازسازی شد. |  |
| ۱۲۲ | سنت کیتس و نویس        | —                                                | ژانویه ۱۹۸۴                                                                                                  | تاریخ برقراری روابط دیپلماتیک |  |
| ۱۲۳ | سنت لوسیا              | —                                                | ژانویه ۱۹۷۹                                                                                                  | تاریخ برقراری روابط دیپلماتیک |  |
| ۱۲۴ | سنت وینسنت و گرنادین‌ها | —                                                | ژانویه ۱۹۸۱                                                                                                  | تاریخ برقراری روابط دیپلماتیک |  |
| ۱۲۵ | ساموآ                  | —                                                | ژوئن ۱۹۷۷ | تاریخ برقراری روابط دیپلماتیک |  |
| ۱۲۶ | سان مارینو             | —                                                | ۱ مارس ۱۹۹۵                                                                                                  | |  |
| ۱۲۷ | سائوتومه و پرنسیپ      | —                                                | نوامبر ۱۹۹۳                                                                                                  | تاریخ برقراری روابط دیپلماتیک |  |
| —   | عربستان سعودی          | —                                                | — | پاسپورت اسرائیل را نمی‌پذیرد. |  |
| ۱۲۸ | سنگال                  | ۱۹۶۰                                             | — | روابط در اکتبر 1973، قطع شد و در اوت 1994 از سر گرفته شد. |  |
| ۱۲۹ | صربستان                | —                                                | ۳۱ ژانویه ۱۹۹۲                                                                                               | تاریخ برقراری روابط دیپلماتیک |  |
| ۱۳۰ | سیشل                   | —                                                | سپتامبر ۱۹۹۲                                                                                                 | تاریخ برقراری روابط دیپلماتیک |  |
| ۱۳۱ | سیرالئون               | —                                                | [ چه زمانی؟ ]                                                                                                | روابط در اکتبر 1973، قطع شد و در می 1992 از سر گرفته شد. |  |
| ۱۳۲ | سنگاپور                |                                                  | | |  |
| ۱۳۴ | اسلوونی                | —                                                | ۲۸ آوریل ۱۹۹۲                                                                                                | |  |
| ۱۳۵ | جزایر سلیمان           | —                                                | ژانویه ۱۹۸۹                                                                                                  | |  |
| —   | سومالی                 | —                                                | — | |  |
| ۱۳۶ | آفریقای جنوبی          | ۲۴ مه ۱۹۴۸                                       | ۱۴ مه ۱۹۴۹                                                                                                   | |  |
| ۱۳۷ | کره جنوبی              | —                                                | ۱۰ آوریل ۱۹۶۲                                                                                                | تاریخ برقراری روابط دیپلماتیک |  |
| ۱۳۸ | سودان جنوبی            | —                                                | ۲۸ ژوئیه ۲۰۱۱                                                                                                | تاریخ داده شده، تاریخی است که روابط دیپلماتیک کامل برقرار شد. |  |
| ۱۳۹ | اسپانیا                | ۱۶ سپتامبر ۱۹۵۰                                  | [ چه زمانی؟ ]                                                                                                | |  |
| ۱۴۱ | سودان                  | ۲۳ اکتبر ۲۰۲۰                                    | — | در 23 اکتبر 2020، توافقی برای عادی سازی روابط اعلام شد. |  |
| ۱۴۲ | سورینام                | —                                                | فوریه ۱۹۷۶                                                                                                   | |  |
| ۱۴۳ | سوئد                   | ۱۵ فوریه ۱۹۴۹                                    | ۱۳ ژوئن ۱۹۵۰                                                                                                 | |  |
| ۱۴۴ | سوئیس                  | ۲۸ ژانویه ۱۹۴۹                                   | ۱۸ مارس ۱۹۴۹                                                                                                 | |  |
| —   | سوریه                  | —                                                | — | پاسپورت اسرائیل را نمی‌پذیرد. |  |
| ۱۴۵ | تاجیکستان              | —                                                | آوریل ۱۹۹۲                                                                                                   | |  |
| ۱۴۶ | تانزانیا               | —                                                | [ چه زمانی؟ ]                                                                                                | روابط در اکتبر 1973، قطع شد و در فوریه 1995 از سر گرفته شد. |  |
| ۱۴۷ | تایلند                 | ۲۶ سپتامبر ۱۹۵۰                                  | [ چه زمانی؟ ]                                                                                                | |  |
| ۱۴۸ | توگو                   | —                                                | [ چه زمانی؟ ]                                                                                                | قطع کننده روابطویرایش در سپتامبر 1973، و در ژوئن 1987 بازسازی شد. |  |
| ۱۴۹ | تونگا                  | —                                                | ژوئن ۱۹۷۷ | تاریخ برقراری روابط دیپلماتیک |  |
| ۱۵۰ | ترینیداد و توباگو      | اوت ۱۹۶۲                                         | — | |  |
| —   | تونس                   | ۳ اکتبر ۱۹۹۴                                     | — | اعلامیه مشترک روابط در ژانویه 1996. بستن دفتر نمایندگی اسرائیل و تعلیق روابط در اکتبر 2000. |  |
| ۱۵۱ | ترکیه                  | ۲۸ مارس ۱۹۴۹                                     | ۱۲ مارس ۱۹۵۰                                                                                                 | در سپتامبر 2011 روابط با اسرائیل را به دبیر دوم تنزل داد، و احیای کامل روابط دیپلماتیک در 20 ژوئن. |  |
| ۱۵۳ | تووالو                 | —                                                | ژوئیه ۱۹۸۴                                                                                                   | تاریخ برقراری روابط دیپلماتیک |  |
| ۱۵۴ | اوگاندا                | —                                                | [ چه زمانی؟ ]                                                                                                | روابط خود را در 30 مارس 1972 قطع کرد، و در ژوئیه 1994 بازسازی شد. |  |
| ۱۵۵ | اوکراین                | ۱۱ مه ۱۹۴۹                                       | ۲۶ دسامبر ۱۹۹۱                                                                                               | |  |
| ۱۵۶ | امارات متحده عربی      | ۱۳ اوت ۲۰۲۰                                      | ۱۵ سپتامبر ۲۰۲۰                                                                                              | در ۱۵ سپتامبر ۲۰۲۰، یک توافقنامه برای عادی سازی روابط امضا شد. |  |
| ۱۵۷ | بریتانیا               | ۱۳ مه ۱۹۴۹                                       | ۲۸ آوریل ۱۹۵۰                                                                                                | |  |
| ۱۵۸ |                        | ۱۴ مه ۱۹۴۸                                       | ۳۱ ژانویه ۱۹۴۹                                                                                               | |  |
| ۱۵۹ | اروگوئه                | —                                                | ۱۹ مه ۱۹۴۸                                                                                                   | اولین کشور آمریکای لاتین که اسرائیل را به رسمیت شناخت. |  |
| ۱۶۰ | ازبکستان               | —                                                | ۲۱ فوریه ۱۹۹۲                                                                                                | تاریخ برقراری روابط کامل دیپلماتیک |  |
| ۱۶۱ | وانواتو                | —                                                | ۱۶ دسامبر ۱۹۹۳                                                                                               | تاریخ برقراری روابط کامل دیپلماتیک |  |
| —   | ونزوئلا                | —                                                | ۲۷ ژوئن ۱۹۴۸                                                                                                 | روابط در ژانویه 2009 قطع شد. |  |
| ۱۶۲ | ویتنام                 | —                                                | ۱۲ ژوئیه ۱۹۹۳                                                                                                | تاریخ برقراری روابط دیپلماتیک |  |
| —   | یمن                    | —                                                | — | پاسپورت اسرائیل را نمی‌پذیرد. |  |
| ۱۶۳ | زامبیا                 | —                                                | [ چه زمانی؟ ]                                                                                                | روابط در اکتبر 1973، قطع شد و در دسامبر 1991 از سر گرفته شد. |  |
| ۱۶۴ | زیمبابوه               | —                                                | ۲۶ نوامبر ۱۹۹۳                                                                                               | تاریخ برقراری روابط دیپلماتیک |  |

### کشورهای غیرعضو سازمان ملل
| کشور      | تاریخ به‌رسمیت‌شناسی | توضیحات                                                                              |
| --------- | ------------------ | ------------------------------------------------------------------------------------ |
| جزایر کوک | ۲۰۰۸               |                                                                                      |
| واتیکان   | ۱۵ ژوئن ۱۹۹۴       |                                                                                      |
| کوزوو     | ۴ سپتامبر ۲۰۲۰     |                                                                                      |
| نیووی     | ۲۰۰۸               |                                                                                      |
| فلسطین    | ۱۹۹۳               | امضاکننده قطعنامه خارطوم؛ اسرائیل را به عنوان بخشی از پیمان اول اسلو به رسمیت شناخت. |